# Yap Sean Yee
Yap Sean Yee (* 5. Januar 1995) ist eine malaysische Leichtathletin, die sich auf den Hochsprung spezialisiert und momentan Inhaberin des Landesrekords ist.

## Sportliche Laufbahn
Erste internationale Erfahrungen sammelte Yap Sean Yee im Jahr 2013, als sie bei den Südostasienspielen in Naypyidaw mit übersprungenen 1,70 m den vierten Platz belegte. Im Jahr darauf erreichte sie bei den Juniorenasienmeisterschaften in Taipeh mit 1,72 m ebenfalls den vierten Platz und schied anschließend bei den Commonwealth Games in Glasgow mit 1,71 m in der Qualifikation aus. 2015 belegte sie bei den Asienmeisterschaften in Wuhan mit einer Höhe von 1,70 m den fünften Platz und anschließend wurde sie bei den Südostasienspielen in Singapur mit 1,74 m Sechste. 2016 stellte sie bei den Hallenasienmeisterschaften in Doha mit 1,70 m einen neuen Hallenrekord auf und erreichte damit Rang neun. Im Jahr darauf wurde sie bei den Asienmeisterschaften in Bhubaneswar mit 1,75 m Sechste, wie auch bei den Islamic Solidarity Games in Baku mit übersprungenen 1,70 m. Anschließend verbesserte sie bei den Südostasienspielen in Kuala Lumpur den Landesrekord auf 1,83 m und gewann damit die Bronzemedaille hinter der Singapurerin Michelle Sng und Dương Thị Việt Anh aus Vietnam. Zwei Jahre darauf siegte sie dann bei den Südostasienspielen in Capas mit 1,81 m. 2022 gelangte sie bei den Islamic Solidarity Games in Konya mit 1,65 m auf den zehnten Platz und im Jahr darauf wurde sie bei den Südostasienspielen in Phnom Penh mit 1,69 m Vierte.
2012 wurde Yap malaysische Meisterin im Hochsprung.

## Persönliche Bestleistungen
- Hochsprung (Freiluft): 1,83 m, 24. August 2017 in Kuala Lumpur (malaysischer Rekord)
  - Hochsprung (Halle): 1,70 m, 21. Februar 2016 in Doha (malaysischer Rekord)